# Josip Frank
Josip Frank (Osijek, 16. travnja 1844. – Zagreb, 17. prosinca 1911.), bio je hrvatski odvjetnik i političar.

## Životopis

### Podrijetlo i obitelj
Frank se rodio 16. travnja 1844. godine u Osijeku u hrvatsko-židovskoj obitelji Emanuela i Helene Frank. Frankov brat Jakov je izdavao u Osijeku novine Die Drau, uređivao je zagrebački umjereno oporbenjački Agramer Tagblatt, pisao za mađarski Pester Lloyd i bečki Neue Freie Presse. Sukladno tome, Jakov Frank je imao veze u dualističkim krugovima Austro-Ugarske Monarhije. Frank nikada nije skrivao činjenicu da je njegov brat Jakov bio unionist.
Frank je imao pet sinova s Olgom Rojčević, od kojih su dvojica ostvarili istaknute karijere u politici. Stariji Vladimir (1873. – 1916.) prvi je zakoračio očevim stazama. Njegovom putu pridružio se i Ivo (1877. – 1939.), za kojega se može reći da je bio posljednji politički aktivni član obitelji, jedini koji je doživio prijelomni trenutak suvremene hrvatske prošlosti, raspad Austro-Ugarske Monarhije i stvaranje Kraljevstva Srba, Hrvata i Slovenaca. Nakon smrti supruge Olge, Frank je oženio Teodoru Martini s kojom je imao dvoje djece.

### Obrazovanje i početci karijere
Frank je završio je gimnaziju u Osijeku, a nakon mature 1862. godine započeo je studij prava u Beču. U Beču je 1868. godine stekao i naslov doktora prava. Nakon završetka studija započinje svoj pripravnički staž u odvjetničkom uredu poznatog austrijskog političara Karla Luegera. Potom stažira na sudu u Budimpešti i naposljetku, 1872. godine otvara vlastiti odvjetnički ured u Zagrebu.
Već se tada uključuje u hrvatski politički život. Isprva u svojim istupima pristaje uz hrvatskog bana Levina Raucha te mu se pridružuje u napadima na Narodnu stranku, a potom napada i narodnjačkog bana pučanina Ivana Mažuranića zbog njegova popuštanja Mađarima i odnosa spram Srbima.

### Politička karijera
Bio je pokretačem novina Agramer Presse 1877. godine, a kad su ih vlasti zabranile, jer su zastupale oporbeno gledište, pokrenuo je Kroatische Post 1878. godine. Nedugo zatim su vlasti zabranile i te novine. Posljednji sačuvan broj Kroatische Post nosi nadnevak 17. travnja 1879. godine. Osim tih dvaju novina na njemačkome jeziku koje su izlazile u Zagrebu, izdavao je i novine Branik, na hrvatskome jeziku.
Kao vrstan financijski stručnjak već 1879. godine u svojim novinskim člancima upozorava na financijsku i gospodarsku ovisnost Hrvatske o Ugarskoj, koja je proizišla iz Hrvatsko-ugarske nagodbe iz 1868. godine i njezine revizije 1873. godine. O tome je izdao 1880. godine brošuru Die Quote Kroatiens, u kojoj je dokazivao da je Hrvatska previše opterećena. Svojim neumornim javnopolitičkim radom brzo stječe naklonost birača te je od 1880. do 1894. godine bio i zagrebački gradski zastupnik te se uvijek zalagao za napredak i boljitak glavnog grada Hrvatske. Već 1884. godine postaje i zastupnik u Hrvatskom saboru, isprva kotara Popovače, a potom od 1887. godine i Kotara Vojni Križ. Zbog svoje stručnosti bio je i redovitim članom saborskog financijskog, a potom i proračunskog odbora.

#### Hrvatska stranka prava
Od 1877. do 1890. godine istupao je Frank u političkom životu samostalno, ne priključivši se nijednoj političkoj stranci. Kao istaknuti hrvatski domoljub u svom se političkom djelovanju približio pravašima te se na poticaj Frana Folnegovića 1890. godine konačno kao saborski zastupnik i priključio Stranci prava. Njegova dobra volja došla je do izražaja već iste godine kada je vlastitim novčanim sredstvima pripomogao financijskom oporavku pravaškog glasila Hrvatska, a potom i dioničkog društva Starčevićev dom. Stranačku političku djelatnost nastavio je od 1891. godine kao urednik Hrvatske, u kojoj izlaže vlastite političke poglede.
Shvativši težak položaj u kojem se Hrvatska tada nalazila, držao je da prvi cilj političkog djelovanja mora biti okupljanje i ujedinjenje hrvatskih zemalja te gospodarska i financijska samostalnost Hrvatske, koju je tada teško ugrožavala agresivna mađarska politika. Njegovim političkim stajalištima sve se više približavao i sam prvak stranke, Ante Starčević. Josip Frank je zaslužan za prvi pravi politički program Stranke prava, koji je bio prihvaćen 6. lipnja 1894. godine, a u kojem su bila dobrim dijelom sadržana i njegova politička stajališta. Program je sadržavao ideju ujedinjenja i obnove hrvatske državnosti.

#### Čista stranka prava
No kad su zagrebački sveučilištarci prigodom posjeta cara i kralja Franje Josipa I. Zagrebu, 1895. godine, u znak prosvjeda spalili mađarsku zastavu, a Fran Folnegović sa svojom stranačkom strujom osudio taj čin, Josip Frank je, zajedno s Antom Starčevićem, Eugenom Kumičićem i Milom Starčevićem istupio iz kluba Stranke prava. Nakon toga uslijedio je konačan raskol Stranke prava, a stranačka struja koju su predvodili Starčević i Frank prerasla je u Čistu stranku prava, sa stranačkim dnevnikom Hrvatsko pravo.
Nakon Starčevićeve smrti 1896. godine Josip Frank je, budući je već imao Starčevićevu potporu, preuzeo vodstvo stranke te je potom učvrstio njezin položaj i tako joj osigurao političku budućnost. Otad se neprestano borio za financijsku samostalnost Hrvatske, pa i putem izravnih pregovora s kraljevskim dvorom. Tako je od 1898. do 1906. godine bio član Kraljevinskog odbora za financijska pitanja, a 1898. godine u svojoj raspravi Nuncij oštro je optužio Ugarsku zbog nepravednosti financijske nagodbe između Hrvatske i Ugarske. Frank 1904. godine ponovno postavlja zahtjev za financijskom samostalnošću Hrvatske pa je zahvaljujući njegovom radu 1906. godine i sklopljena najpovoljnija financijska nagodba između Hrvatske i Ugarske uopće.
Istodobno stranka 1904. godine mijenja ime u Starčevićanska stranka prava te pod Frankovim vodstvom nastavlja svoj razvoj. Od 1905. godine Josip Frank postaje oštar protivnik projugoslavenske politike novog kursa, kasnije Hrvatsko-srpske koalicije, te saveznike u borbi protiv Koalicije od 1906. traži u kraljevskom dvoru i krugu oko hrvatskog prijestolonasljednika Franje Ferdinanda.
Na saborskim izborima 1906. godine, unatoč snazi Hrvatsko-srpske koalicije, pravaši dobivaju 20 saborskih mjesta te postaju snažna oporba vladajućoj Koaliciji. Hrvatski ban Pavao Rauch 1908. godine pruža podršku pravašima i Josipu Franku u njegovu nastojanju da oslabi i pobijedi Koaliciju, ali njihove namjere nisu nikad urodile plodom. Istodobno, poticajem Josipa Franka započinju Fridjungovi veleizdajnički procesi kojima su ban i dvor željeli slomiti snagu Koalicije. Naposljetku, Koalicija pristaje na suradnju s kraljevskim dvorom i tako zadržava osvojenu vlast, pa nade Josipa Franka da bi pravaši mogli preuzeti vlast u Hrvatskoj ostaju tada neostvarene.
Ipak, njegova beskompromisna politika u obrani hrvatskoga državnog prava, pod austrijskom vlašću, nasuprot jugoslavenskoj i velikosrpskoj ideji pružanjem podrške kraljevskom dvoru dovela je do krize unutar stranke. Stoga stranačka struja, tzv. milinovci, predvođena Milom Starčevićem, napušta stranku 1908. godine i osniva Starčevićevu stranku prava. No ni to nije pokolebalo Josipa Franka u njegovoj provedbi vlastitih političkih ideja. 1909. godine je obolio i više nije imao utjecaja na stranačku politiku. Hrvatsko-srpska koalicija je pobijedila na saborskim izborima 1908. godine. Frank je o tome zapisao: ...Jer što znači za pravo pobjeda koalicije? Znači silan porast moći srbske ideje proti hrvatskoj ideji... Zato se je i poslije te pobjede pred mojom kućom u noći orila pjesma: Onamo, onamo... Za to sam ja morao kao predsjednik Starčevićeve hrvatske stranke prava biti uličnjački stigmatiziran time što su okaljali moju kuću čime se, kako rekoh, ponosim. Za to već i Srbobran trijumfira, da će Srbi osloboditi Hrvatsku tako, da će Hrvatska biti jedina sa Srbijom... U vrijeme Veleizdajničkog procesa, 1909. godine, dao je intervju za Journal des débats. Na pitanje o velikom zlu o kojem je govorio, rekao je: To su svi ljudi koji ne vole svoju rođenu zemlju. Koliko ih ima? Četvrtina stanovništva. Novinar je zaključio da je riječ o Srbima, a i po tadašnjim statistikama, četvrtina stanovništa Kraljevine Hrvatske i Slavonije bili su Srbi.
Za vrijeme aneksijske krize kad je Austro-Ugarska pripojila BiH, pripremio je postrojavanje Hrvatske narodne legije, vojne postrojbe koja se je trebala suprotstaviti pripremanim upadima vojnih i paravojnih postrojba iz Srbije (srbijanske vojske, četničkih i komitskih odreda, Narodne odbrane i dr.
Stranka se nakon što se Frank razbolio 1909. godine sve više približava krugu katoličkih intelektualaca okupljenih oko lista Hrvatstvo, s kojima se krajem 1910. godine ujedinila te promijenila ime u Kršćansko-socijalna stranka prava. Već krajem 1911. godine, dolazi do dogovora između Kršćansko-socijalne stranke prava i Starčevićeve stranke prava oko ujedinjenja u Stranku prava. Tako se stranka vratila svom starom imenu, a ujedinjenjem s milinovcima još više je ojačala.
Josip Frank je u jednom burnom razdoblju hrvatske povijesti svojim neumornim političkim djelovanjem, ne štedeći svoje intelektualne, organizatorske i financijske mogućnosti, unatoč svim neprilikama, učvrstio i usmjerio pravaštvo u obrani hrvatskog državnog prava nasuprot svim mađarskim, velikosrpskim i jugoslavenskim presizanjima prema slobodi hrvatskog naroda. Frankovo srbofobstvo je jedna od izmišljotina jugoslavensko-velikosrpske historiografije. Frank je nesumnjivo bio radikalni protivnik velikosrpske i jugoslavenske politike, no protiv Srba generalno nije ima ništa pod uvjetom da su lojalni građani Hrvatske. To jasno pokazuje činjenica kada je 1889. zajedno sa Skenderom Fabkovićem i Đurom Deželićem nazočio u zagrebačkoj pravoslavnoj sabornoj crkvi "Preobraženja Gospodnjeg" proslavi 500. godišnjice Kosovske bitke.

### Smrt
Josip Frank je 1908. godine teško obolio od skleroze arterija, umro je 17. prosinca 1911. godine u Zagrebu, te je pokopan u obiteljskoj grobnici na Mirogoju.

## Djela
Nepotpun popis:

### Knjige, govori, brošure
- Béla Lukács und die Quote Kroatiens, Agram, 1879.
- Die Quote Kroatiens. Eine Studie über das finanzielle Verhältniss zwischen Kroatien und Ungarn anlässlich der bevorstehenden Verhandlungen der Regnicolar-Deputationen, Agram, 1879.
- U obranu hrvatskih umjetnika. Odgovor na poslanicu Fr. Š. Kuhača »Anarkija u hrvatskoj književnosti i umjetnosti«, Zagreb, 1898.
- Izdaja u stranci prava. (»Mrtvilo u Banovini«), Zagreb, 1899.
- Govor dra. Josipa Franka, zastupnika naroda, držan u Hrvatskom saboru dne 3. veljače 1900. o gospodarskom i političkom stanju Hrvatske: (po stenografskom saborskom dnevniku), Prva hrvatska radnička tiskara, Zagreb, 1900.
- Potreba financijalne samostalnosti: govor dra. Josipa Franka, zastupnika naroda, izrečen u saborskoj sjednici dne 21. veljače 1900. u specijalnoj razpravi o proračunu: (po stenografskih bilježkah), Prva hrvatska radnička tiskara, Zagreb, 1900.
- Nuncij: posebni votum člana Hrvatskoga kraljevskoga odbora, narodnoga zastupnika dra. Josipa Franka, Prva hrvatska radnička tiskara, Zagreb, 1902.
- Nuntiuma: kulonvelemenye, Zagreb, 1902.
- Das Nuntium: Separat-Votum, Agram, 1902.
- Govori nar. zastupnika dra Josipa Franka izrečeni u zimskom zasiedanju hrvatskoga Sabora godine 1902.: po stenografskom zapisniku, Prva hrvatska radnička tiskara, Zagreb, 1902.
- Govori dr. Josipa Franka nar. zastupnika križkog kotara izrečeni za ljetnog saborskog zasjedanja god. 1903.: po stenografskom zapisniku, Prva hrvatska radnička tiskara, Zagreb, 1903.
- Za nezavisnost Hrvatske, Tiskom Prve hrvatske radničke tiskare, Zagreb, 1904. (P. o.: Hrvatsko pravo ; god. 1903., br. 2397, 2398, 2400, 2402, 2403, 2406-2409, 2415, 2420, 2421.)
- Govor dra Josipa Franka, zastupnika naroda o banovu programu i o stanovištu naše stranke prema tomu programu: izrečen u saborskoj sjednici dne 15. prosinca 1903.: (po stenografskih bilježkah), Prva hrvatska radnička tiskara, Zagreb, 1904.
- Govor dra Josipa Franka zastupnika naroda izrečen u sjednici hrvatskoga sabora dne 8. veljače 1904. kod naslova "Sabor" u specijalnoj razpravi proračuna: (po stenografskom zapisniku), Prva hrvatska radnička tiskara, Zagreb, 1904.
- Govor o produljenju financijalne nagodbe, Zagreb, 1904.
- Govor o proračunu za god. 1904., Zagreb, 1904.
- Govori zastupnika naroda dra Josipa Franka izrečeni u zimskom zasiedanju Hrvatskog sabora 1904., tiskom Prve hrvatske radničke tiskare, Zagreb, 1904.
- Izjava dra Josipa Franka zastupnika naroda ob ustrojenju parlamentarnog suda časti učinjena u saborskoj sjednici dne 11. siečnja 1904.: (po stenografskom zapisniku) ; Predlog dra Josipa Franka zastupnika naroda o izboru parlamentarne komisije časti iznešen u saborskoj sjednici dne 13. siečnja 1904.:(po stenografskih zapisnicih),  Prva hrvatska radnička tiskara, Zagreb, 1904.
- Govori dra. Josipa Franka, zastupnika naroda izrečeni u zimskom zasjedanju Hrvatskog sabora 1903-1904.: (po stenografskih zapisnicih),  Prva hrvatska radnička tiskara, Zagreb, 1904. (Sadrži: Govor dra. Josipa Franka zastupnika naroda o produljenju financijske nagode izrečen u sjednici hrvatskoga sabora dne 11. siečnja 1904. ; Govor dra. Josipa Franka zastupnika naroda proti prešnosti predloga dra. Pliverića izrečen u sjednici hrvatskoga sabora dne 12. siečnja 1904. ; Govor dra. Josipa Franka zastupnika naroda izrečen u sjednici hrvatskoga sabora dne 13. siečnja 1904 proti predlogu dra. Plivarića i drugovah o roku za financijalnu nagodu ; Govor dra. Josipa Franka zastupnika naroda izrečen u sjednici hrvatskoga sabora dne 21. siečnja 1904. za poboljšanje položaja pučkoga učiteljstva ; Govor dra. Josipa Franka zastupnika naroda za podupiranje dalmatinske sveučilišne mladeži u Zagrebu i Beču izrečen u sjednici hrvatskoga sabora dne 21. siečnja 1904. - Govor dra. Josipa Franka zastupnika naroda izrečen u sjednici hrvatskoga sabora dne 3. veljače 1904. o proračunu za godinu 1904. ; Govor dra. Josipa Franka zastupnika naroda izrečen u sjednici hrvatskoga sabora dne 8. veljače 1904. kod naslova "Sabor" u specijalnoj razpravi proračuna.)
- Rad nar. zastupnika dra Josipa Franka u Kraljevinskom odboru: u zajedničkoj sjednici hrvatskog i ugarskog Kraljevinskog odbora, održanoj dne 20. lipnja 1904. u Budimpešti: izjave, predlozi, prosvjed, govori, Prva hrvatska radnička tiskara, Zagreb, 1904.
- Govor dra Josipa Franka, zastupnika naroda, izrečen u sjednici hrvatskoga Sabora 3. veljače 1905. o dispozicionom fondu: (po stenografskom zapisniku), Prva hrvatska radnička tiskara, Zagreb, 1905.
- Govor dra. Josipa Franka, zastupnika naroda, izrečen u sjednici Hrvatskoga sabora dne 30. siečnja 1905. o proračunu za god. 1905.: (po stenografskom zapisniku), Prva hrvatska radnička tiskara, Zagreb, 1905.
- Govori dra Josipa Franka narodnoga zastupnika izrečeni u zimskom zasiedanju Hrvatskog sabora 1905., Prva hrvatska radnička tiskara, Zagreb, 1905.
- Govori i interpelacije dr. Josipa Franka zastupnika naroda: izrečeni u zimskom zasjedanju Hrvatskoga sabora god. 1905-1906., Prva hrvatska radnička tiskara, Zagreb.
- Govor dra. Josipa Franka zastupnika naroda izrečen u Hrvatskom saboru 9. veljače 1905. u razpravi ob obračunih: (po stenogr. zapisniku), Prva radnička tiskara, Zagreb, 1905. (Hrvatska zastava ; god. 2/1905, br. 8, prilog)
- Govor dra. Josipa Franka zastupnika naroda izrečen dne 25. siečnja 1907. u sjednici hrvatskoga sabora u adresnoj razpravi: po stenografskih bilježkah, tiskom I. hrvatske radničke tiskare, Zagreb, 1907.
- Pobjeda hrvatskoga naroda, Tiskom Prve hrvatske radničke tiskare, Zagreb, 1908.
- Govori dra. Josipa Franka, zastupnika naroda, izrečeni u zimskom zasjedanju Hrvatskog sabora od studenoga 1906. do ožujka 1907.: (po stenografskim zapisnicima), Prva hrvatska radnička tiskara, Zagreb, 1908. (Sadržaj: Govor o radnom i političkom programu vlade ... 13. studenoga 1906. Govor o izbornoj reformi ... 19. studenoga 1906. Govor o neredih o obćini Gospić ... 23. studenoga 1906. Govor o austro-ugarskoj banci ... 23. studenoga 1906. Govor ... 25. siečnja 1907. ... u adresnoj razpravi. Govor ... 15. ožujka 1907. ... o tangenti. Govor u slavu Ante Starčevića ... prigodom svečanosti hrvatskoga radničtva na dvanaestoj obljetnici imendana A. Starčevića u Šestinama [!] dne 16. lipnja 1907.)[12]

## Frankovci
Izraz frankovci u hrvatskoj političkoj povijesti od kraja 19. stoljeća označava pravaše (hrvatske nacionaliste), okupljene oko Čiste stranke prava kojima je vođa bio Josip Frank. Koristio se od početka 1890-ih godina za frakciju Stranke prava, kojoj je na čelu bio Josip Frank. Izraz je nastao je po prezimenu Josipa Franka.

## Vanjske poveznice
- Frank, Josip, Hrvatski biografski leksikon, Mirjana Gross (1998.), Mladen Švab (1998.)
- Djela: Frank, Josip, 1-15, 16-30, 31-45, 46-53, katalog.nsk.hr